# Anua anguligera
Anua anguligera är en fjärilsart som beskrevs av Embrik Strand 1913. Anua anguligera ingår i släktet Anua och familjen nattflyn. Inga underarter finns listade i Catalogue of Life.